# Galesuchus
Galesuchus ist eine sehr wenig bekannte, ausgestorbene Gattung der Gorgonopsia aus der Gruppe der Therapsiden. Fossilien wurden in Südafrika gefunden und werden auf das Mittelperm datiert.
Galesuchus wurde 1915 von Sidney Henry Haughton erstmals wissenschaftlich beschrieben. Die einzige Art ist Galesuchus gracilis. Der erste Fund (Holotyp, Exemplarnummer SAM 2754) besteht aus einem schlecht erhaltenen Schädel, dessen Knochen teilweise erodiert sind, wobei die Suturen der einzelnen Schädelknochen kaum erkennbar sind. Die Schnauze fehlt dem Fund vollständig. Eva Gebrauer (2007) deklariert Galesuchus als ein Nomen dubium.

## Merkmale
Die Erstbeschreibung stammt von Haughton (1915). Wie dieser Autor angibt, besaß Galesuchus einen schrägen Hinterkopf. Die Eckzähne waren vergleichsweise groß, hinter den Eckzähnen folgten vier kleine Zähne. In einer weiteren Beschreibung aus dem Jahr 1924 stellt Haughton fest, dass Galesuchus eine Kombination aus primitiven und abgeleiteten Merkmalen aufweist. Primitive Merkmale schließen den quadratischen Querschnitt der Schnauze mit ein, die seitlich ausgerichteten Augenhöhlen sowie den schrägen Hinterkopf. Ein Beispiel für ein angeleitetes Merkmal ist laut Haughton das reduzierte Tränenbein. Sigogneau (1970) beschrieb die Gattung ein weiteres Mal. Dieser Autor vermutet, dass der Schädel nicht von einem adulten Tier, sondern von einem noch nicht geschlechtsreifen Tier stammte.

## Systematik
Galesuchus gilt als ein Vertreter der Gorgonopsia. Haughton (1924) vermutet aufgrund der Kombination von primitiven und abgeleiteten Merkmalen, dass diese Gattung nicht zu den Vorfahren der späteren Gorgonopsia zählte.

## Funde und Gültigkeit
Der Holotypus, der erste Fund, besteht lediglich aus dem schlecht erhaltenen Schädel. Sigogneau-Russell (1989) fand vier weitere Exemplare (SAM 11846, SAM K 230, K 208 SAM und SAM 11849) – dieses Material ist jedoch in einem ähnlich schlechten Erhaltungszustand wie der Holotypus. Eva Gebrauer (2009) sieht Galesuchus und die Art Galesuchus gracilis wegen des schlechten Fossilmaterials als Nomina dubia.